# Trifolium wormskioldii
Trifolium wormskioldii — вид клевера, произрастающий в западной половине Северной Америки. Его общеупотребительные англоязычные названия включают: коровий клевер, прибрежный клевер, песчаный клевер, приморский клевер, весенний клевер, и клевер Вормшельда.

## Описание
Бобовое растение, представляет собой многолетнее травянистое растение, иногда принимающее подушкообразную форму с лежачими или прямостоячими стеблями. Листья состоят из листочков размером 1-3 см в длину. Нижние прилистники с щетинками на концах, а верхние прилистники могут быть зубчатыми.
Округлые соцветия имеют 2-3 широкий. Чашелистики щетинковидные на концах. Венчики розовато-фиолетовые или пурпурные с белыми кончиками.

## Этимология
Свое научное название вид получил в честь датского ботаника Мортена Вормшельда.

## Распространение и среда обитания
Это растение произрастает в западной половине Северной Америки от Аляски через Калифорнию до Мексики . Это многолетнее травянистое растение, которое растет во многих местах, от пляжей до горных хребтов, ниже 3200 м н.у.м.
Места обитания, в которых он растет, включают чапараль, калифорнийские дубовые леса, пастбища, желтые сосновые леса, красные еловые леса, скрученные леса, субальпийские леса , водно-болотные угодья и прибрежные зоны.

## Использование
Многие индейские группы западной части Северной Америки используют этот клевер в пищу. Траву и цветки едят сырыми, иногда солят. Корни обычно готовят на пару или варят и едят с икрой и жиром корюшки Талеихт тихоокеанский.
Этот вид является хозяином гусеницы Thorybes diversus.